# Orhan I.
Orhan I., Orhan Gazi ili Orkhan (osman. tur. اورحان غازی‎) (oko 1281. – 1362.), osmanski emir, sin i nasljednik Osmana I. iz Osmanske dinastije.

## Životopis
Orhan je postao emir 1326. godine nakon smrti oca Osmana I. Vladavinu otpočinje s najboljim mogućim znakom, osvajanjem grada Burse kojeg je njegov otac, osnivač Osmanskog Carstva čekao desetak godina. Odmah po osvajanju grada Orhan ga je odredio za prijestolnicu iz koje će se vladati Carstvom do osvajanja Konstantinopola.
Poslije tog velikog uspjeha pojavio se kratkotrajni problem promjenom vlasti u Bizantskom Carstvu kada novi vladar postaje sposobni Andronik III. U vrijeme tamošnje promjene vlasti svi bizantski gradovi u Maloj Aziji su se nalazili pod opsadom kad su počeli i pljačkaški pohodi na Balkan. Azijska ofenziva Andronika III. je bila potučena, ali su sličnu sudbinu doživjeli i pohodi Orhanove vojske na Balkan. Smrću tamošnjeg cara u Bizantu dolazi do građanskog rata, što Orhan iskorištava u svojim osvajanjima.
Nekoliko godina prije smrti Orhana, potres je uništio Galipolje 1354. godine, što iskorištava njegov sin Sulejman paša za stvaranje balkanskog mostobrana. U trenutku smrti 1359. godine on prepušta svom sinu Muratu I. državu koja je anektirala cijeli bizantski teritorij u Aziji osim grada Filadelfije plus mostobran za europska osvajanja.
Po tadašnjem turskom zakonu u trenutku stupanja na vlast Murat I. pogubljuje svog brata i uspješnog generala Sulejman-pašu.